# Cyrtocrinida
De Cyrtocrinida vormen een orde van de zeelelies (Crinoidea).

## Families
- Onderorde Cyrtocrinina
  - Sclerocrinidae Jaekel, 1918
- Onderorde Holopodina
  - Eudesicrinidae Bather, 1899
  - Holopodidae Zittel, 1879